# قصر الأصابعة التاريخي

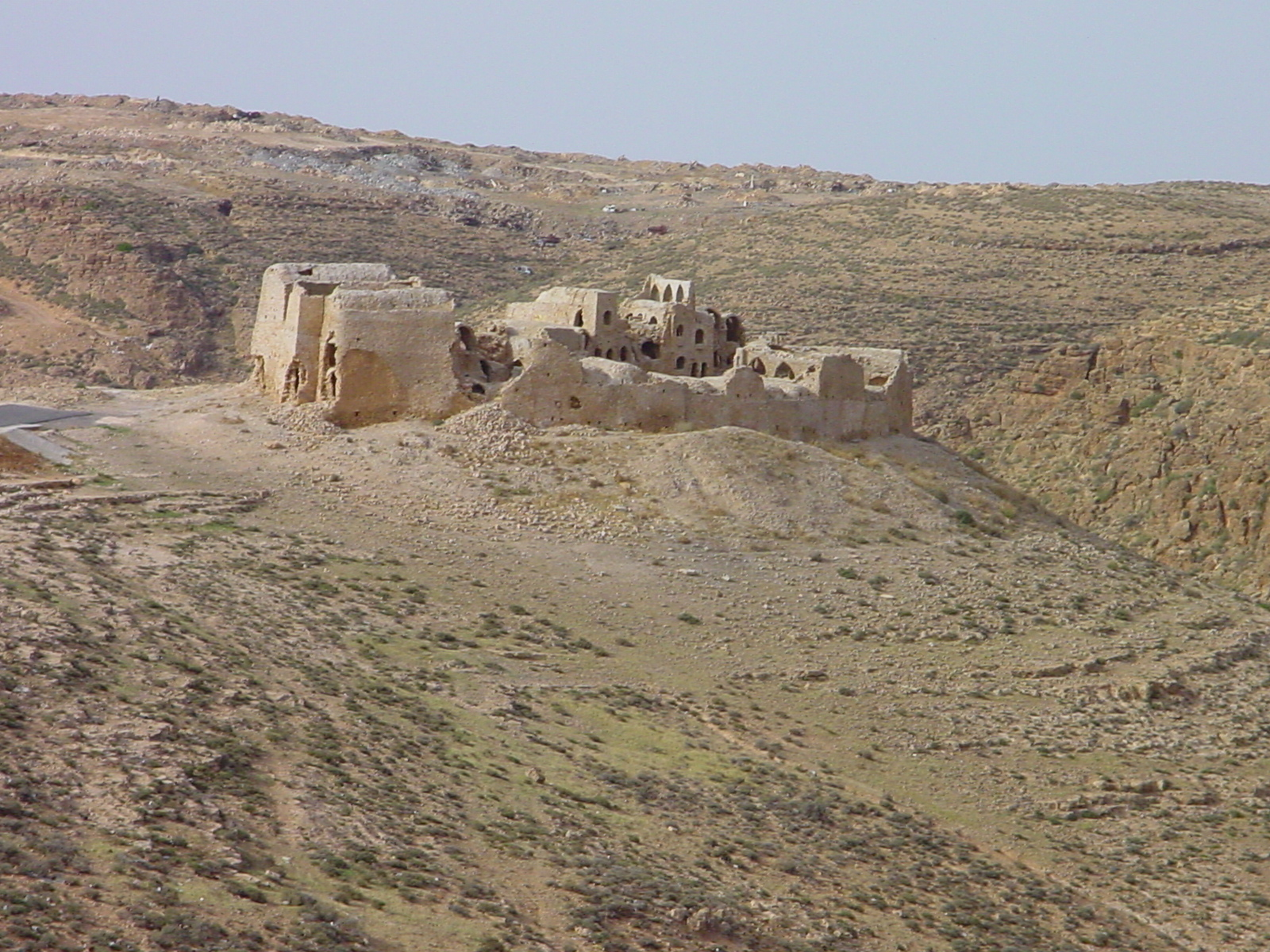
قصر الأصابعة العتيق

قصر الأصابعة التاريخي يوجد في منطقة المعلق في منطقة الأصابعة في ليبيا. بني على الطراز الدائري لمعمار قصور الخزين وهو بناء حجري قديم ورغم ضخامته النسبية إلا أن أسلوب البناء بدائي للغاية تم إنشاؤه بغرض الحفظ والتخزين. وهذه الأبنية غالباً ما تكون على شكل دائري وتتكون من غرف كثيرة وسراديب وفائدة الغرف هي حفظ الغلال والحبوب مثل القمح والشعير وتخزينها بحيث يمكن العيش عليها أطول فترة ممكنة أما السراديب فكانت تستخدم لتخزين زيت الزيتون والحفاظ عليه.